# Бабанское
Бабанское (укр. Бабанське) — село,
Челно-Федоровский сельский совет,
Зеньковский район,
Полтавская область,
Украина.
Код КОАТУУ — 5321387202. Население по переписи 2001 года составляло 4 человека.

## Географическое положение
Село Бабанское примыкает к селу Клименки, в 0,5 км от села Челно-Федоровка.
Село состоит из 4-х частей, разнесённых на расстояние до 1 км.
Рядом проходит автомобильная дорога Т-1706.

## История
Есть на карте 1869 года как хутора Бабанские